# Серебряков, Борис Яковлевич
Бори́с Я́ковлевич Серебряко́в (1890—1959) — русский поэт и переводчик.

## Биография
Борис Серебряков родился в 1890 году.
Публичную поэтическую деятельность начал, по всей видимости, с полностью переведённых сборников Эмиля Верхарна «Безумие полей» (1914, издана в 1919) и «Двенадцать месяцев» (1919). В предисловии к первой книге рассказал историю её возникновения:
Книга была задумана в конце 1913 года под непосредственным впечатлением от приезда в Россию Эмиля Верхарна, когда переводчик при личной встрече с поэтом получил от него разрешение и благословение на издание своих переводов. В середине 1914 года книга была уже почти целиком отпечатана, но началась война и молодой поэт-переводчик должен был отправиться на фронт, оторвавшись от чтения последних корректур, а временно и от всякой литературной деятельности. Те же мировые события надолго оторвали и издателя и сотрудников его по изданию от начатого дела, и лишь теперь с большим трудом удалось собрать все отпечатанные листы книги, перепечатать вновь затерявшиеся листы. Так с запозданием на 5 лет книга выходит ныне в свет.
Благодаря тому, что «Безумие полей» вышло в России с опозданием в пять лет, издатель уже другим шрифтом воспроизвёл в ней изъятые военной цензурой строфы из «Песни безумного».
В 1921—1932 годах вероятнее всего находился в Баку, где были изданы по меньшей мере пять книг его переводов и пересказов с «тюркского» (азербайджанского) и армянского языков.
В 1933 году перевёл с талышского языка на русский стихотворение талышского поэта Зульфугара Ахмедзаде «Колхоз че сосијализми роје» под названием «Колхоз — путь к социализму» и опубликовал его в журнале «Литературное Закавказье».
В 1942 году вышло несколько книг Бориса Серебрякова в Тбилиси и Ереване (преимущественно переводы детских стихотворений). В 1948, 1953 и 1958 годах вышли авторские антологии грузинской поэзии в переводах Серебрякова.
Также Борис Серебряков писал песни для кинофильмов. Автор текста «Матросской песни» в фильме «Тайна двух океанов» (музыка Алексея Мачавариани).
Пользовался псевдонимом Б. Борисов.
Умер в 1959 году.

### Книги
- Верхарн Эмиль. Безумие полей / Перевод с французского Б. Серебрякова; Вступительные статьи В. Львова-Рогачевского и Мих. Горькова; Фото Э. Верхарна. — Петроград, 1919.
- Верхарн Эмиль.  / Перевод с французского Б. Серебрякова. — Петроград: Издание М. В. Аверьянова и М. А. Горькова, 1919. — 64 с.
- Серебряков Борис. Саят-Нова: Поэма / Обложка Мориса Фаббри. — Баку: Бакинский рабочий, 1928. — 36 с.
- Вургун Самед. Стихи и поэмы / Перевод с азербайджанского Б. Серебрякова, В. Наседкина, Р. Ивнева, Б. Брика; Обложка А. Лурье; Портрет работы В. Кроткова. — Тифлис: Закгиз, 1935. — 85 с. — 4000 экз.
- Серебряков Борис. Стихи. — Тбилиси: Заря Востока, 1946. — 57 с.

## Награды
- Орден «Знак Почёта» (17 апреля 1958 года) — за выдающиеся заслуги в развитии грузинского искусства и литературы и в связи с декадой грузинского искусства и литературы в городе Москве[4].